# Bulbophyllum muriceum
Bulbophyllum muriceum là một loài phong lan thuộc chi Bulbophyllum.